# Gottlob-Weißer-Haus
Das Gottlob-Weißer-Haus ist ein Pflegeheim in Schwäbisch Hall. Träger ist der Verein Evangelisches Diakoniewerk Schwäbisch Hall.

## Geschichte
Das Haus wurde 1912 vom Evangelischen Diakoniewerk in Hall als „Schwachsinnigenheim“ für rund 500 behinderte Frauen und Kinder gebaut. Erste Leiterin war die Diakonisse Lisbeth Weidner. Benannt wurde es später nach Pfarrer Gottlob Weißer, von 1900 bis 1930 Leiter der Diakonissenanstalt. 
Im November 1940 beschlagnahmten NS-Behörden das Gottlob-Weißer-Haus. Innerhalb einer Woche mussten alle Bewohner das Haus verlassen. 265 Patienten konnten im Diak selbst untergebracht werden. Jedoch 240 mussten in die Heilanstalt Weinsberg verlegt werden. 184 von ihnen wurden 1940 und 1941 im Rahmen des Euthanasieprogramms „Aktion T4“ in den NS-Tötungsanstalten Grafeneck und Hadamar ermordet.
2011 wurde der Museumsraum „Zeitfenster“ im ehemaligen Speisesaal des Feierabendhauses eingerichtet.

## Einrichtung
Heute verfügt das Haus über 117 Plätze für den dauernden Aufenthalt und zusätzlich 16 Plätze für die Kurzzeitpflege.